# Frances Allen
Ne doit pas être confondu avec Allen Frances.
Pour les articles homonymes, voir Allen.
Frances Elizabeth « Fran » Allen,  née le 4 août 1932 à Peru (État de New York) et morte le 4 août 2020 à Schenectady (État de New York), est une informaticienne américaine.
Ses recherches ont porté sur l'optimisation des compilateurs. Elle a obtenu des résultats importants sur les compilateurs, l'optimisation de code et le calcul parallèle. Elle est la première femme à obtenir le titre d'IBM Fellow, et la première à recevoir le prix Turing.

## Biographie
Frances Allen grandit dans une ferme à Peru dans l'État de New York. Son père est agriculteur, sa mère, maîtresse d'école, et elle a cinq frères et sœurs. Frances Allen sort diplômée de l'université d'Albany avec un BA en mathématiques en 1954. Elle obtient un master en mathématiques de l'université du Michigan en 1957 et commence à enseigner à l'école à Peru dans l'État de New York. Profondément endettée par les prêts qu'elle a dû contracter pour payer ses études, Frances Allen est embauchée par IBM le 15 juillet 1957. Elle compte initialement y travailler jusqu'à ce que ses emprunts soient remboursés. Elle y reste jusqu'à sa retraite en 2002.
Au début des années 1980, elle fonde le groupe Parallel Translation (PTRAN) afin d'étudier les problèmes liés à la compilation en utilisant le code informatique plutôt que des instructions binaires pour les architectures parallèles. Le groupe est alors considéré comme l'un des plus importants dans ce domaine. Elle décrit des algorithmes et met en place des technologies qui sont à la base de la théorie de l'optimisation des programmes et qui sont largement utilisées dans les compilateurs modernes ainsi que dans les smartphones.
Elle travaille également pour la NSA sur un supercalculateur afin d'analyser ses écoutes. Son influence sur IBM a été reconnue par l'obtention du titre d'IBM Fellow en 1989 ; elle est alors la première femme à recevoir ce titre. Elle a aussi été présidente de l'IBM Academy of Technology, qui joue un rôle important au sein d'IBM en vue de cibler les problèmes techniques et de faire dialoguer les différentes branches de techniciens.
Depuis 2000, elle s'engage pour la promotion des femmes dans l'informatique,.
Par ailleurs, elle est également passionnée d'alpinisme et d'exploration arctique.
Atteinte de la maladie d'Alzheimer, elle meurt le 4 août 2020 à Schenectady (État de New York), le jour de son 88e anniversaire.

## Récompenses
Allen est membre de l'Académie nationale d'ingénierie, fellow de l'IEEE, de l'Association for Computing Machinery (ACM) et de l'Académie américaine des arts et des sciences. En 2007, elle fait aussi partie de différents conseils d'administration d'entreprise et d'un conseil de la Fondation nationale pour la science.
Allen est intronisée dans le WITI (en) Hall of Fame (en) en 1997. Allen prend sa retraite d'IBM en 2002 et remporte la même année l'Augusta Ada Lovelace Award de la part de l'Association for Women in Computing. En 2007, elle devient la première femme à remporter le prix Turing,.